# 기아 벤가
기아 벤가(Kia Venga)는 2009년 10월에 출시된 소형 MPV이다.

기아 벤가 로고

## 1세대(YN)

### 벤가(2009년10월~2019년)

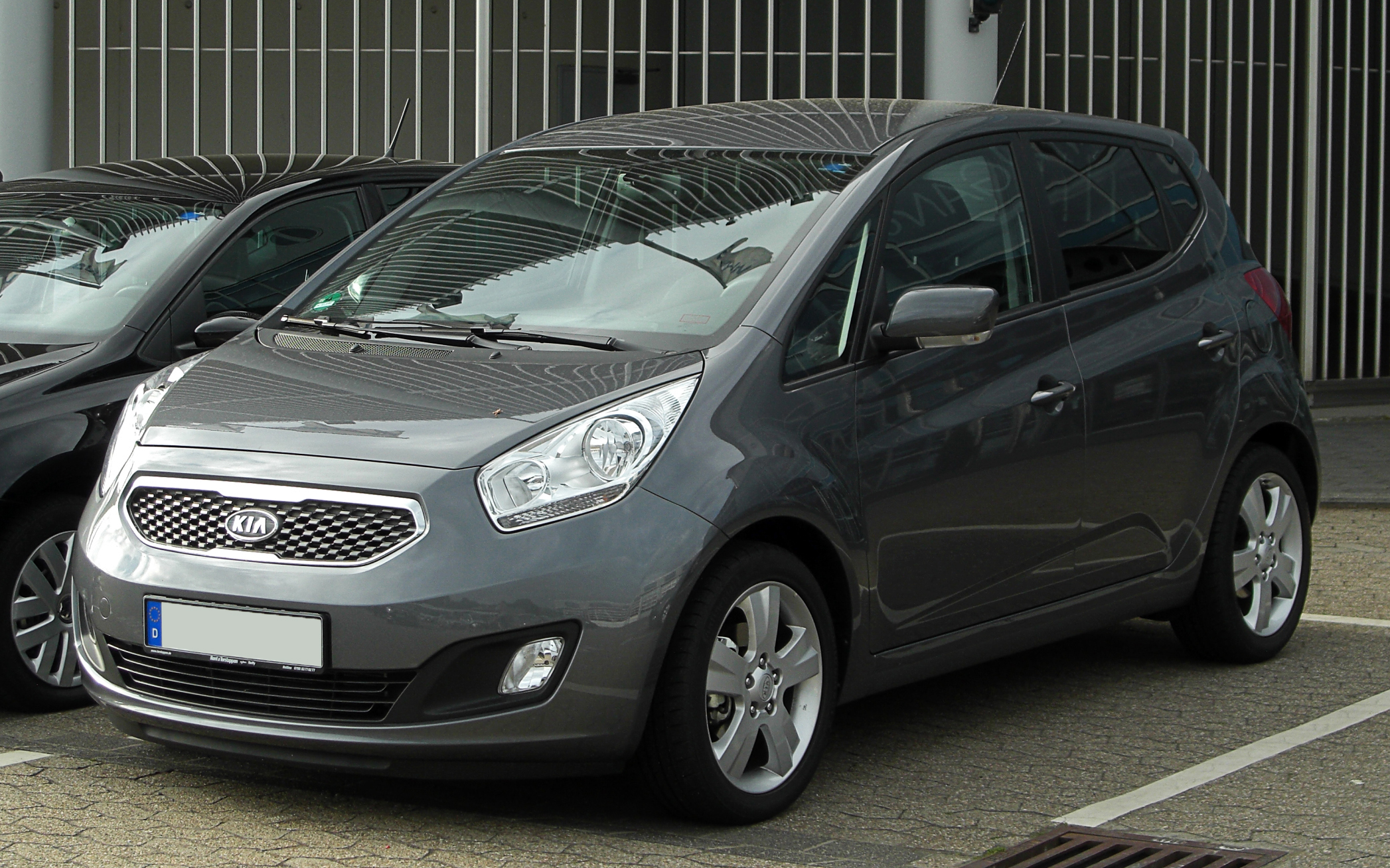
기아 벤가 (전기형) 정측면

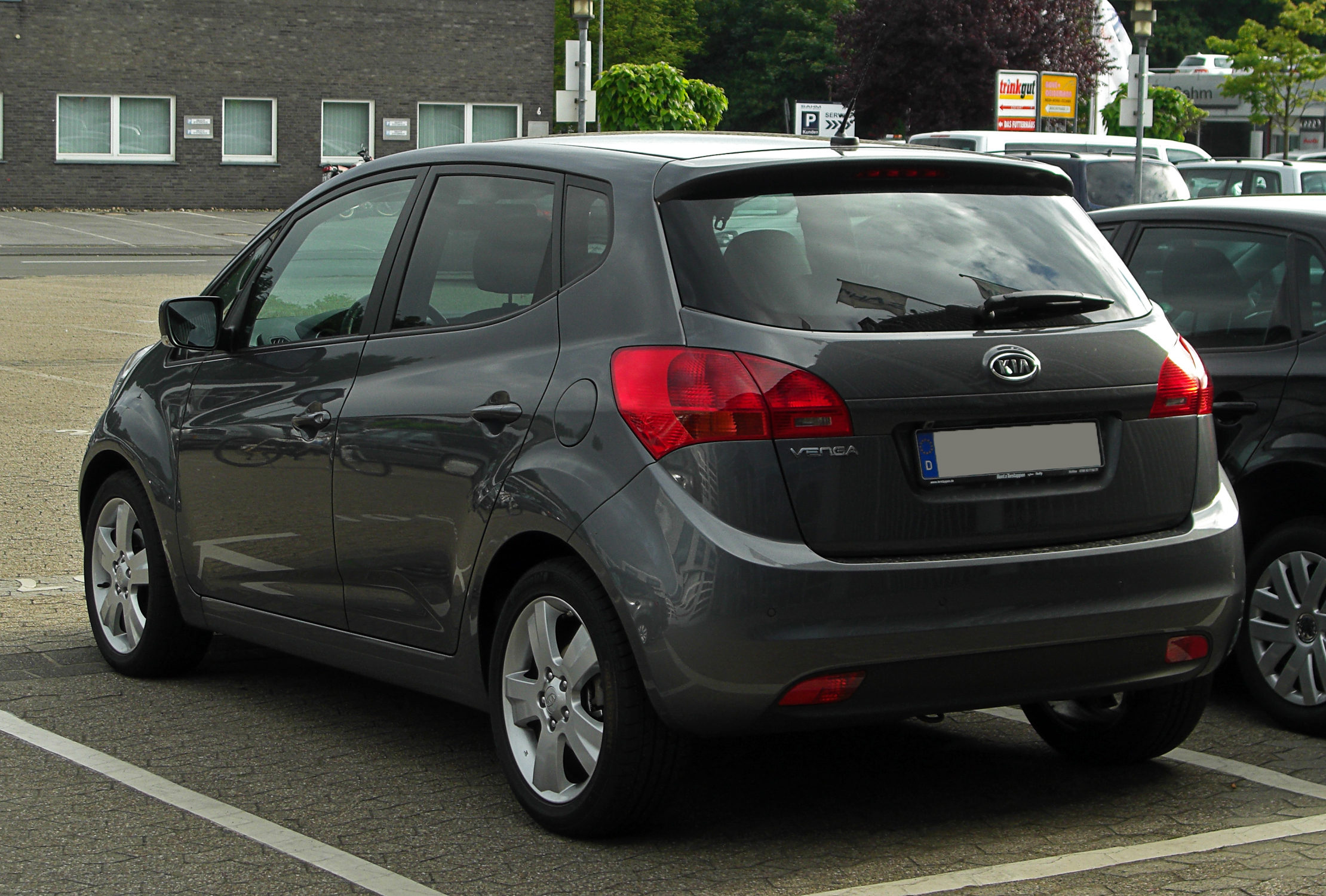
기아 벤가 (전기형) 후측면

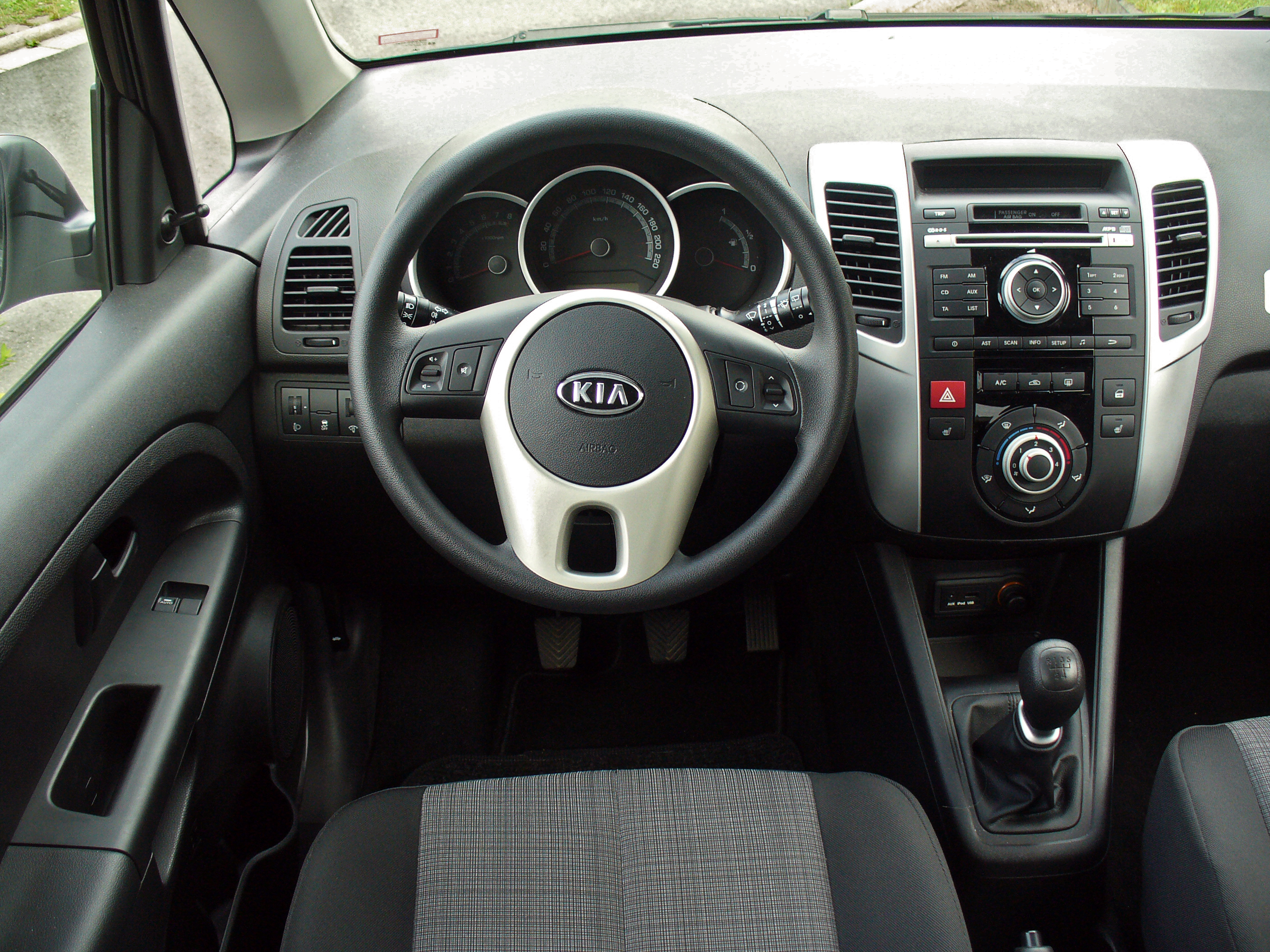
기아 벤가 (전기형) 실내

컨셉트 카 N°3의 양산 차종이다. 현대 ix20의 형제차이며, 씨드에 이은 기아자동차의 2번째 유럽 시장 전략 차종이어서 대한민국이나 미국 등에서는 판매되지 않는다. 씨드가 생산되는 슬로바키아 현지 공장에서 생산된다. 출시된 해에 iF 디자인 어워드에서 제품 디자인 부문 수송 디자인 분야의 수상작 중 하나로 선정되었고, 2010년에는 레드닷 디자인 어워드에서 제품 디자인 부문 수송 디자인 분야의 우수상 중 하나로 선정되었다. 2011년에 유럽에서 MPV 차급 부문 잔존 가치 1위를 기록했다. 2015년 초에 프론트 그릴과 범퍼를 바꾸는 페이스 리프트를 감행하였다.

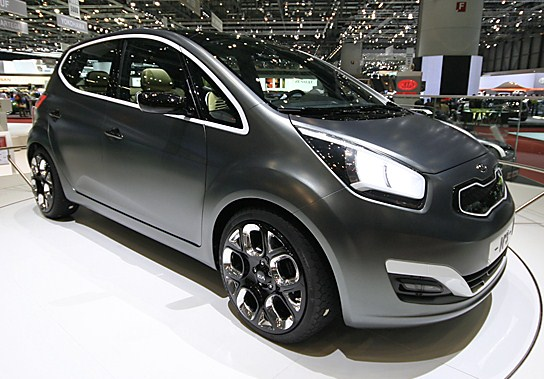
기아 N°3 정측면
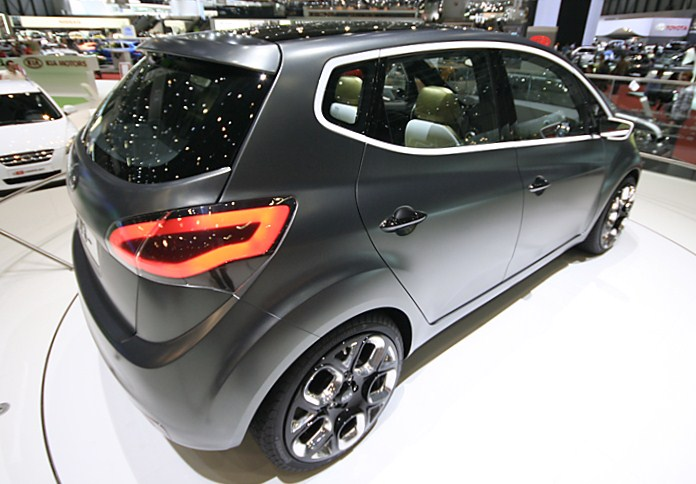
기아 N°3 후측면
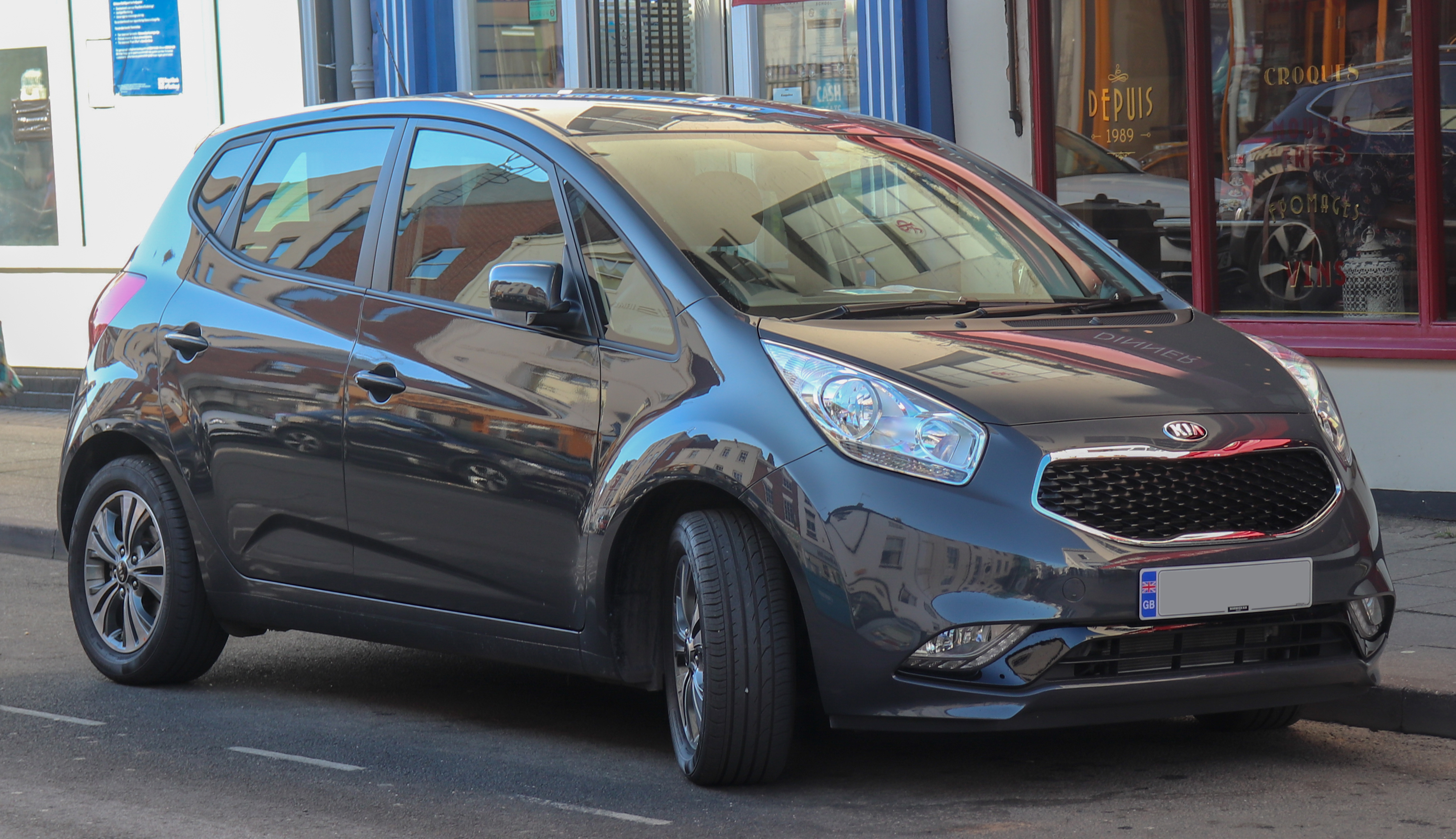
기아 벤가 (후기형) 정측면
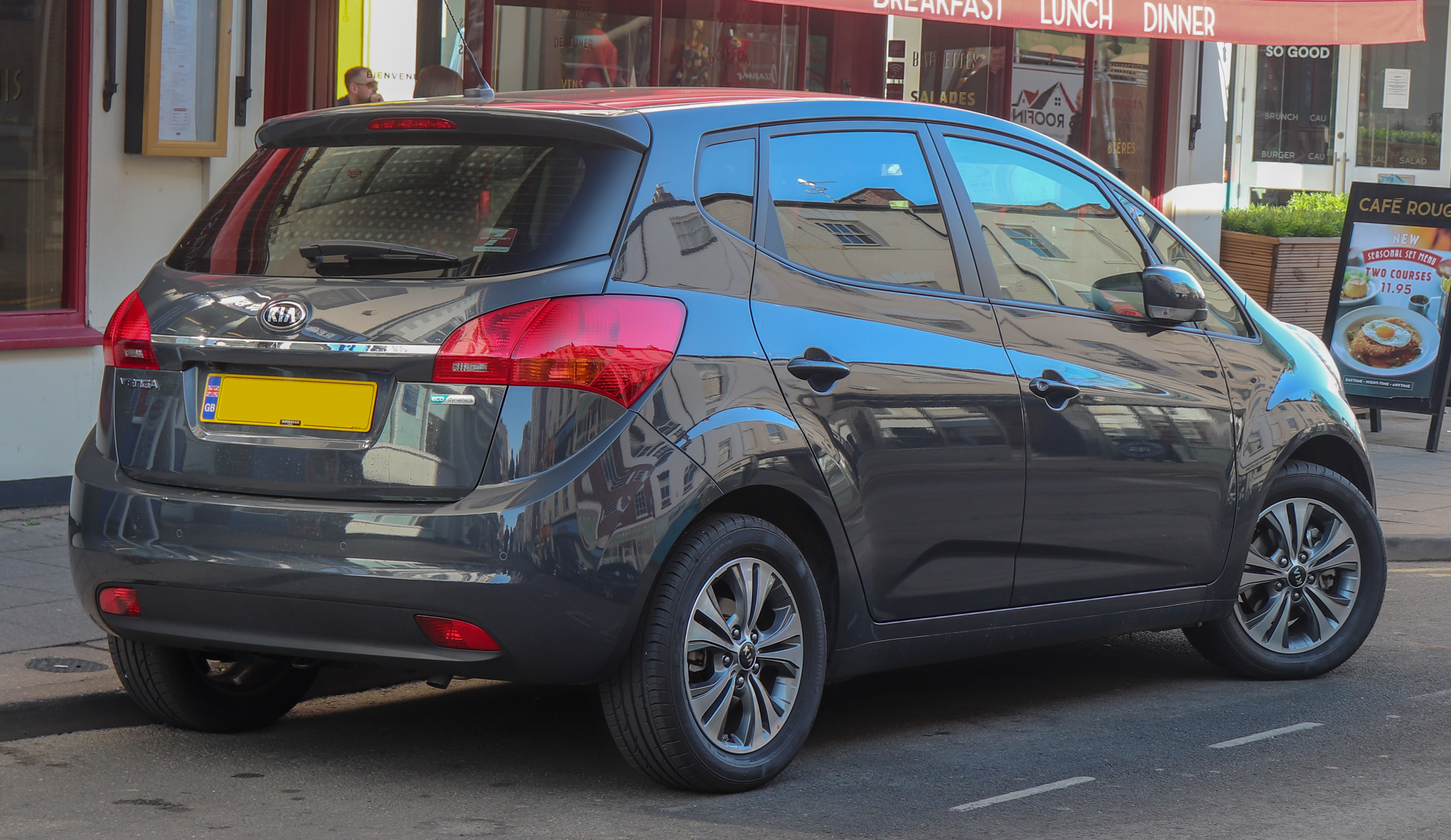
기아 벤가 (후기형) 후측면

## 제원
- 전장(mm) : 4,068
- 전폭(mm) : 1,765
- 전고(mm) : 1,600
- 축거(mm) : 2,615
- 윤거(전, mm) : 1,553(195/65R15)/1,547(205/55R16)/1,541(205/50R17)
- 윤거(후, mm) : 1,557(195/65R15)/1,551(205/55R16)/1,545(205/50R17)
- 구동형식 : 전륜구동
- 승차정원 : 5명